# Petalostigma pubescens
Petalostigma triloculare («Хінний кущ») — вид рослин порядку мальпігієцвіті (Malpighiales).

## Будова
Невелике дерево з густою кроною до 5-12 м заввишки з покрученим стовбуром. Листя вузьке еліптичне 2-6 см завдовжки та 1-2,5 см завширшки з глянцевою поверхнею зверху та сіруватими волосинками знизу. Дерево різностатеве, жовтувато-брунатні чоловічі квіти ростуть у суцвіттях по 3-4, тоді як жіночі окремо. Плід — кістянка, 12-17 мм в діаметрі. У кожній кісточці міститься по 4 насінини.

## Життєвий цикл
Розповсюдження рослини відбувається у три етапи:
1. Птахи ему поїдають плоди дерева, розносячи кісточки з власними послідом. Дослідження показали, що через повільне перетравлення насіння дерева залишається у шлунку птахів до 72 годин. Що, зважаючи на міграційну поведінку ему, забезпечує рослині широкий ареал розповсюдження. В одному посліді може бути до 1200 насінин.
2. Ендокарпій кісточки плоду при висиханні (як і у Petalostigma triloculare)[2] після 2-3 днів на сонці вибухає, розкидаючи насіння в різні боки на 1,5-2,5 м. Кісточки під деревом, що не пройшли травний тракт ему, вибухають з великою затримкою. Розкидання насіння збільшує шанси на проростання більшій кількості рослин, оскільки зменшується конкуренція між великою кількістю насіння в одному посліді ему.
3. Мурахи (Rhytidoponera, Tetramorium, Iridomyrmex, Paratrecbina) збирають насіння до мурашника, оскільки кожна насінина містить поживний елайосом.[3]

Petalostigma pubescens як і інші дерева, чиє розповсюдження залежить від тварин (Crescentia alata, Sideroxylon grandiflorum), зменшення кількості симбіонтів суттєво впливає на виживання цього виду.

## Поширення та середовище існування
Росте від Австралії (Новий Південний Уельс, Квінсленд, Північна Територія, Західна Австралія) до Нової Гвінеї.

## Практичне використання
Аборигени збирають плоди для лікувальних цілей. Кора дуже гірка, використовувалася для лікування малярії, звідки походить назва «хінний кущ» за аналогією з хінним деревом.

## Галерея

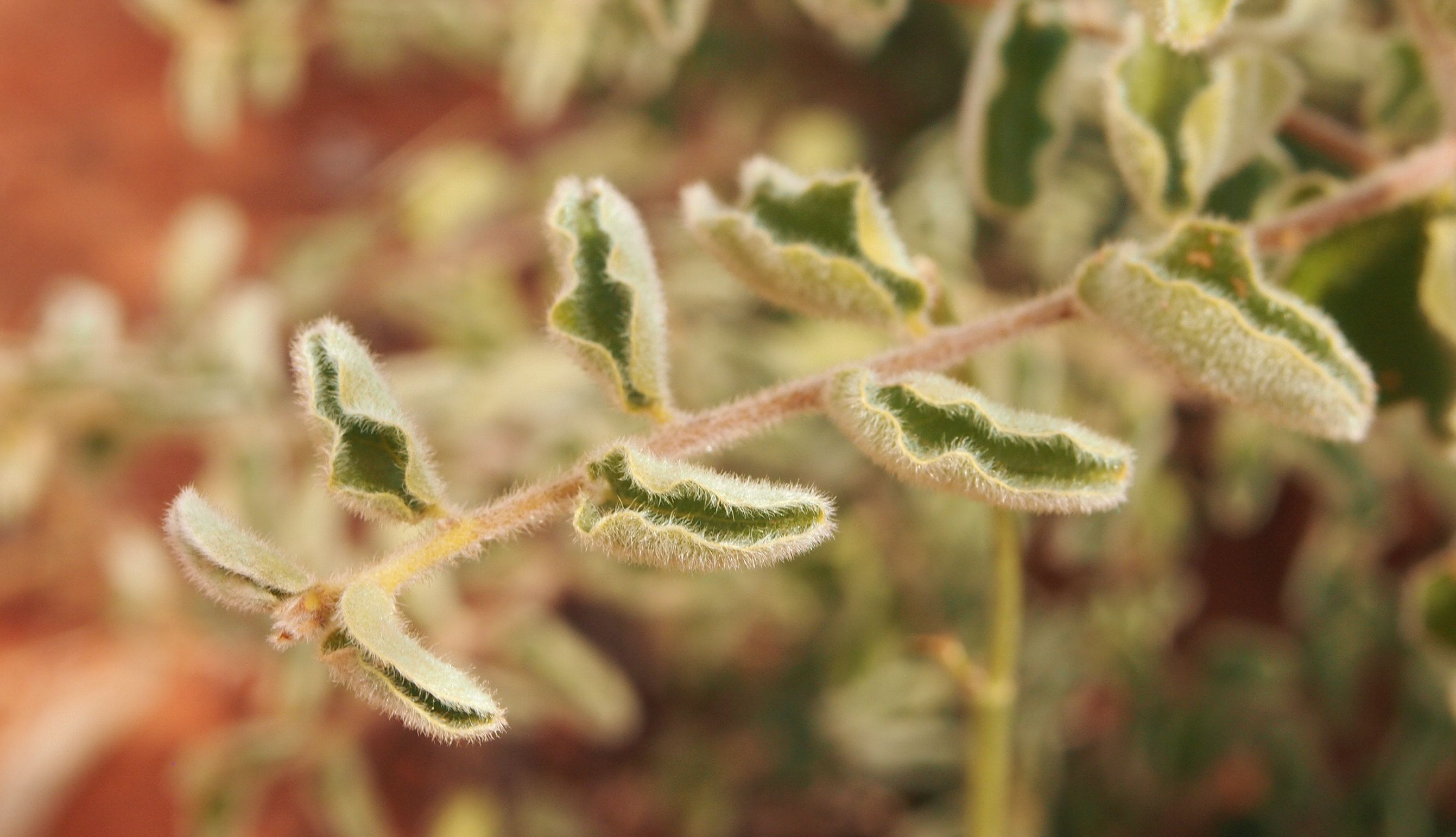
Листя
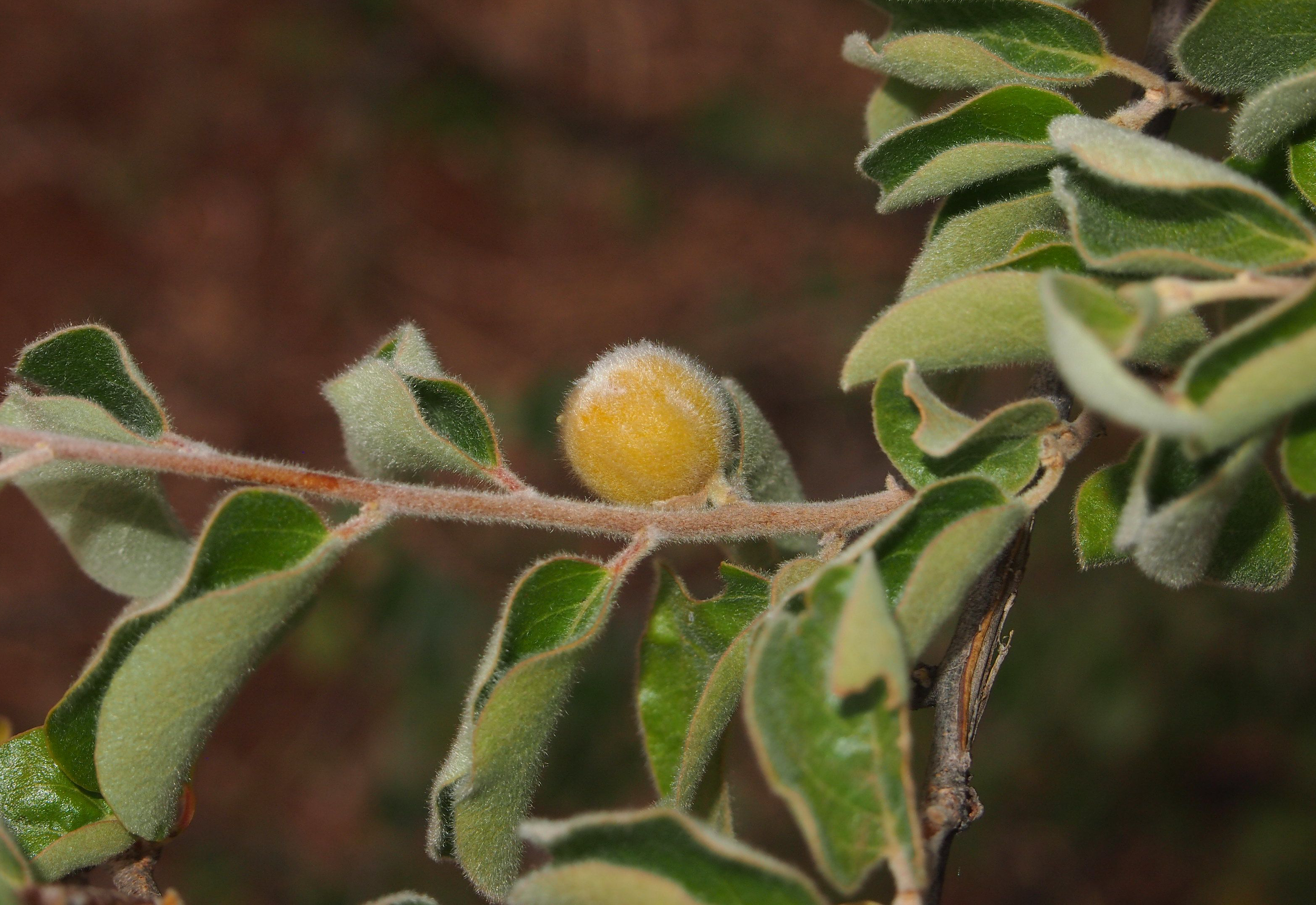
Плоди
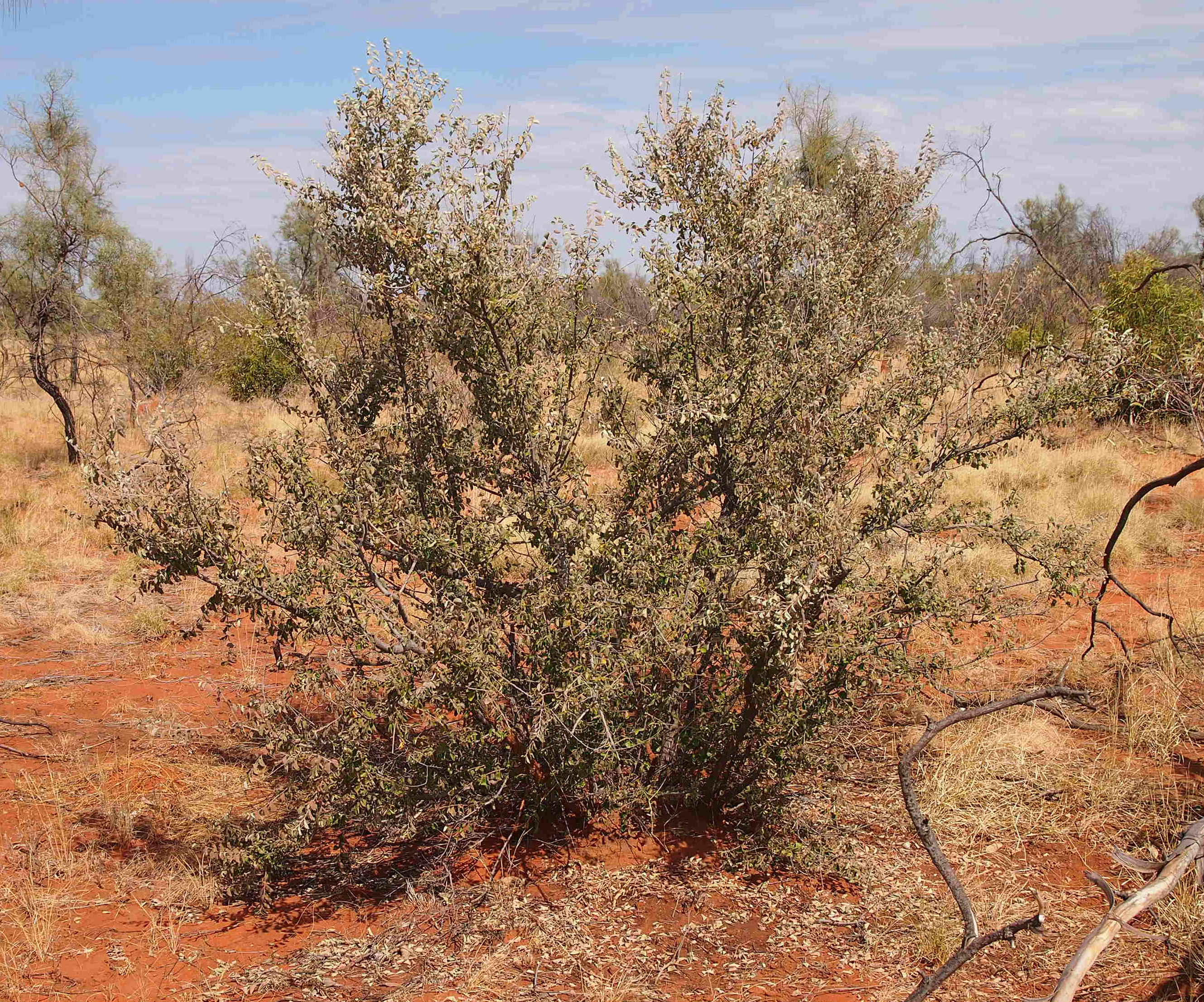
Загальний вид рослини
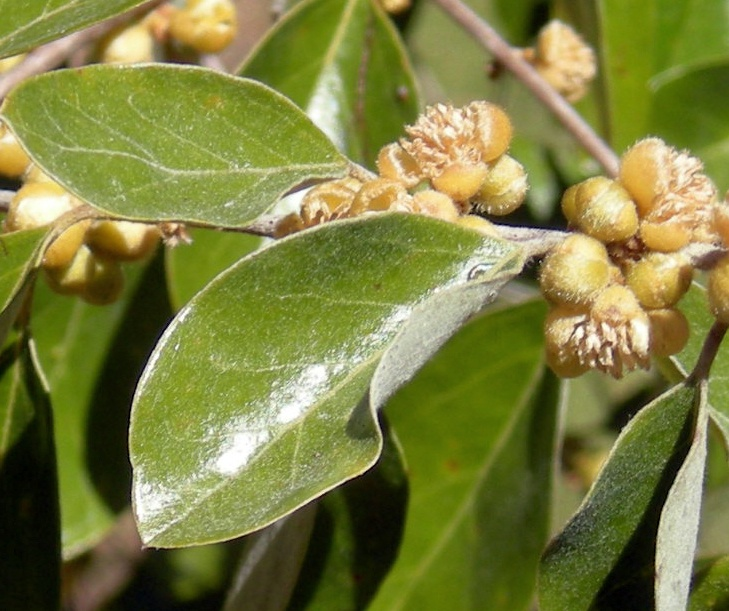
Квіти